# Louis Plack Hammett
Pour les articles homonymes, voir Hammett.
Louis Plack Hammett (7 avril 1894 - 9 février 1987) est un chimiste américain.

## Biographie
Louis P. Hammett grandit à Portland (Maine), et étudie à Harvard et à Zurich. Il obtient un PhD à l'université Columbia en 1922.
Il est notamment connu pour ses travaux concernant la relation entre la vitesse de réaction et les constantes d'équilibre pour certaines classes de réactions organiques impliquant des composés aromatiques substitués (équation de Hammett). Ses travaux sur les superacides l'ont aussi conduit à développer une échelle (échelle de Hammett) qui permet de comparer les acidités de différents couples acido-basiques dans divers solvants.

## Prix et distinctions
- Médaille William-H.-Nichols (1957)
- Prix James Flack Norris (1960)
- Médaille Priestley et prix Willard-Gibbs (1961)